# Río Guáitara
 (avril 2014).
Si vous disposez d'ouvrages ou d'articles de référence ou si vous connaissez des sites web de qualité traitant du thème abordé ici, merci de compléter l'article en donnant les références utiles à sa vérifiabilité et en les liant à la section « Notes et références ».
Le río Guáitara, également appelé río Carchi lors de son passage sur le territoire équatorien (dans la province du même nom), est une rivière de Équateur et Colombie et un affluent du río Patía.

## Géographie
Le río Guáitara prend sa source dans le nœud de los Pastos, dans le département de Nariño, sur les flancs du volcan Chiles. Il coule ensuite vers l'est, marquant la frontière entre la Colombie et l'Équateur, puis vers le nord avant de rejoindre le río Patía au niveau de la municipalité de Policarpa.